# Luna (Verdena)
Luna è il quinto EP del gruppo alternative rock Verdena uscito nel 2004. Prende titolo dalla seconda canzone dell'album Il Suicidio dei Samurai.

## Video musicale
Per promuovere l'EP e l'album Il Suicidio dei Samurai è stato girato il video musicale dell'omonimo brano diretto da Cosimo Alemà della casa di produzione Milonga.
I membri del gruppo, incluso Fidel Figaroli, si esibiscono in una stanza completamente rossa decorata da una grande mezza luna dorata posta sullo sfondo. A queste inquadrature si aggiungono della carrellate di primi piani di oggetti concettualmente slegati tra loro riferiti alla sessualità, alla religione oppure legati alla quotidianità, e talvolta dal contenuto scabroso.
Il giornalista musicale Claudio Todesco ha descritto il video come una versione visiva dei testi di Alberto Ferrari, per sua ammissione privi di significato, legati alla musicalità e all'estetica, piuttosto che al contenuto.

## Tracce
1. Luna – 3:33
2. Harvest – 3:11 (Neil Young)
3. Le tue ossa nell'altitudine – 5:05
4. Apice – 5:00
5. Omashee – 3:15

## Formazione

### Gruppo
- Alberto Ferrari: voce, chitarra; batteria in Omashee
- Roberta Sammarelli: basso, cori
- Fidel Fogaroli: tastiere, rhodes e mellotron
- Luca Ferrari: batteria e percussioni; chitarra e voce in Omashee

### Staff tecnico
- Fonico: Davide Perucchini
- Registrazione e mixaggio: Alberto Ferrari presso l'Henhouse Studio
- Masterizzazione: Ian Cooper e Alberto Ferrari presso Metropolis
- Management e ufficio stampa: Lunatik

## Curiosità
- Omashee è stata scritta da Luca ed è l'unica canzone dei Verdena cantata da quest'ultimo. Il titolo significa piccoli uomini in dialetto bergamasco.[6]

## Andamento nella Classifica dei Singoli Italiani
| Posizione | 2 | 14 | 20 |